# Yael Margelisch
Yael Margelisch (* 15. Februar 1991) ist eine Schweizer Gleitschirmpilotin aus Verbier. Als erste Frau überhaupt flog Yael Margelisch in dieser Disziplin über 500 km.

## Leben
Yael Margelisch begann mit 19 Jahren mit dem Gleitschirmfliegen. Nach Erhalt ihrer Pilotenlizenz erhielt sie im Jahr 2012 die Lizenz für Geschwindigkeitsflüge, eine Tandemlizenz im Jahr 2014 und unterrichtet seit 2015 auch das Gleitschirmfliegen.

## Sportliche Erfolge
Yael Margelisch war 2018 Schweizer Meisterin im Gleitschirmfliegen, belegte den dritten Platz in der Europameisterschaft und den zweiten Platz im World Cup Finale. Am 9. August 2019 wurde sie Vize-Weltmeisterin bei der 16. FAI Gleitschirm-Streckenflug Weltmeisterschaft in Kruševo.
Am 12. Oktober 2019 flog sie in Brasilien den aktuell gültigen Weltrekord für Frauen über eine freie Strecke von 531,8 km.
Mit demselben Flug hält sie außerdem den Rekord in der Kategorie Freie Strecke mit bis zu drei Wendepunkten mit 552,4 km.
Einen weiteren Weltrekord flog Yael Margelisch bereits am 1. Mai 2019 in der Kategorie Freie Strecke über einen Dreiecks-Kurs. Hierbei flog sie 263 km in einem FAI-Dreieck über den französischen Alpen, wie die FAI bestätigte. Yael Margelisch konnte sich bereits zwölf Podestplätze im Paragliding World Cup sichern (Stand Mai 2021). Für ihre Weltrekorde befand sich die Walliserin für rund zehn Stunden in der Luft.
Margelisch war eine von zwei weiblichen Athleten, die am Red Bull X-Alps 2021 teilnahmen. Sie belegte den 18. Rang und legte in zwölf Tagen 1606 km zurück. Mehr als jede andere weibliche Teilnehmerin bis dahin.
Im November 2021 gewann sie die Frauen-Wertung der 17. FAI Gleitschirm-Streckenflug Weltmeisterschaft in Tucumán (Argentinien).
Sie qualifizierte sich erneut für die Red Bull X-Alps 2023, musste ihre zweite Teilnahme jedoch wegen einer Trainingsverletzung bereits vorzeitig absagen.